# Charles Frederick MacKenzie
Pour les articles homonymes, voir MacKenzie.
Charles Frederick Frazier MacKenzie, né en 1825 à Portmore (Peeblesshire) et mort le 31 janvier 1862 vers la rivière Rovoonia (auj. Shire), est un missionnaire et explorateur écossais.

## Biographie
Charles MacKenzie est le neuvième enfant de Colin Mackenzie de Portmore et Elizabeth Forbes. Sa sœur Anne Mackenzie est une célèbre écrivain et est la rédactrice en chef pendant 31 ans de The Net Cast in Many Waters: Sketches from the Life of Missionaries publié à Londres de 1866 à 1896.
Il fait ses études à la Bishopwearmouth et à l'Edinburgh Academy puis entre au St John's College de Cambridge en 1844 puis au Caius College où il obtient un B.A de Second Wrangler en 1848.
Il est ordonné prêtre en 1852 et devient vicaire de Haslingfield près de Cambridge (1851–1854). En 1855, il se rend au Natal avec l'évêque Colenso et sert comme archidiacre du Natal. Il travaille parmi les colons anglais jusqu'en 1859, date à laquelle il retourne brièvement en Angleterre pour obtenir du soutien pour développer un travail missionnaire plus important. En 1860, il devient chef de la mission des universités en Afrique centrale et il est consacré évêque dans la cathédrale Saint-Georges, au Cap, le 1er janvier 1861.
David Livingstone lui obtient le poste de premier évêque missionnaire au Nyassaland (aujourd'hui Malawi). Il part en 1861 en compagnie de Livingstone pour explorer le centre de l'Afrique et est nommé premier évêque de l'Afrique centrale. Avec Livingstone, il remonte en 1862 la Rovoonia mais meurt de la malaria peu après le départ, le 31 janvier 1862.
Il est inhumé à Chiromo. Livingstone érige une croix sur sa tombe un an plus tard.
Jules Verne le mentionne dans deux romans : Cinq semaines en ballon (chapitre VIII) et Un Capitaine de quinze ans (partie 2, chapitre XIV).
Une école de Lilongwe au Malawi, porte son nom.